# 平間さと子
平間 さと子（ひらま さとこ、1980年7月14日 - ）は、日本のピアニスト。

## 概略
大阪府高槻市出身、千葉県在住。
家族の影響で2歳よりピアノを始め、5歳で作曲を学ぶ。
学生時代に感情をピアノで表現することの喜びを得る。
幼少期よりクラシック音楽と並行しポピュラー音楽の作曲を続けてきたが、進学をポピュラー科にしたことにより現在のスタイルの基盤が確立される。
音楽大学在学中スカウトにより歌手の伴奏を始めたことを皮切りに、数多くのアーティストやバンドのライブ、レコーディングに参加。
その他様々な歌手、俳優などへ楽曲提供、またCM曲や商業イベントテーマソングの提供、TV出演、ラジオ出演、ブライダルBGMコーディネーター実績多数。
コンセプトは「景色が見える音楽を」。
2005年、ファーストアルバム「虹」リリース（完売、現在iTunesのみでダウンロード可能）。
2008年、北海道小樽市で2月に行われる冬のイベント「小樽雪あかりの路」で氷点下の中 野外ライブを敢行、現在も継続中。 
2011年、マキシシングル「雪あかりの路」リリース。
2011年、セカンドアルバム「息吹」リリース。
2021年、【小樽雪あかりの路実行委員会公式ＣＤ】「小樽雪あかりの路～またここで、きっと～」リリース。
2021年、「小樽雪あかりの路PR大使」就任
2021年、「小樽ふれあい観光大使」就任
屋内外問わず演奏をするものの、屋外で空を眺め風や鳥の声を聴きながら弾く、「いま」を楽しめる即興演奏を好む。
これまでに、小樽運河にかかる浅草橋、中央橋、旧澁澤倉庫屋上、おたるストリートピアノ、堺町通り商店街（小樽オルゴール堂本館、ルタオ本店等）、日本銀行旧小樽支店金融資料館、小樽芸術村（旧三井銀行小樽支店）、天狗山山頂、朝里川温泉等で、四季を通して演奏をする。